# Toresunds socken
Toresunds socken i Södermanland ingick i Selebo härad, ingår sedan 1971 i Strängnäs kommun och motsvarar från 2016 Toresunds distrikt.
Socknens areal är 73,74 kvadratkilometer, varav 71,91 land. År 2000 fanns här 1 355 invånare. Godsen Herresta och Rävsnäs kungsgård, en del av Stallarholmen samt sockenkyrkan Toresunds kyrka ligger i socknen.  

## Administrativ historik
Toresunds socken har medeltida ursprung. 
Vid kommunreformen 1862 övergick socknens ansvar för de kyrkliga frågorna till Toresunds församling och för de borgerliga frågorna till Toresunds landskommun. Landskommunen inkorporerades 1952 i Stallarholmens landskommun som 1971 uppgick i Strängnäs kommun. Församlingen uppgick 2002 i Stallarholmens församling.
1 januari 2016 inrättades distriktet Toresund, med samma omfattning som församlingen hade 1999/2000.  
Socknen har tillhört län, fögderier, tingslag och domsagor enligt vad som beskrivs i artikeln Selebo härad.  De indelta soldaterna tillhörde Södermanlands regemente, Gripsholms kompani.

## Geografi

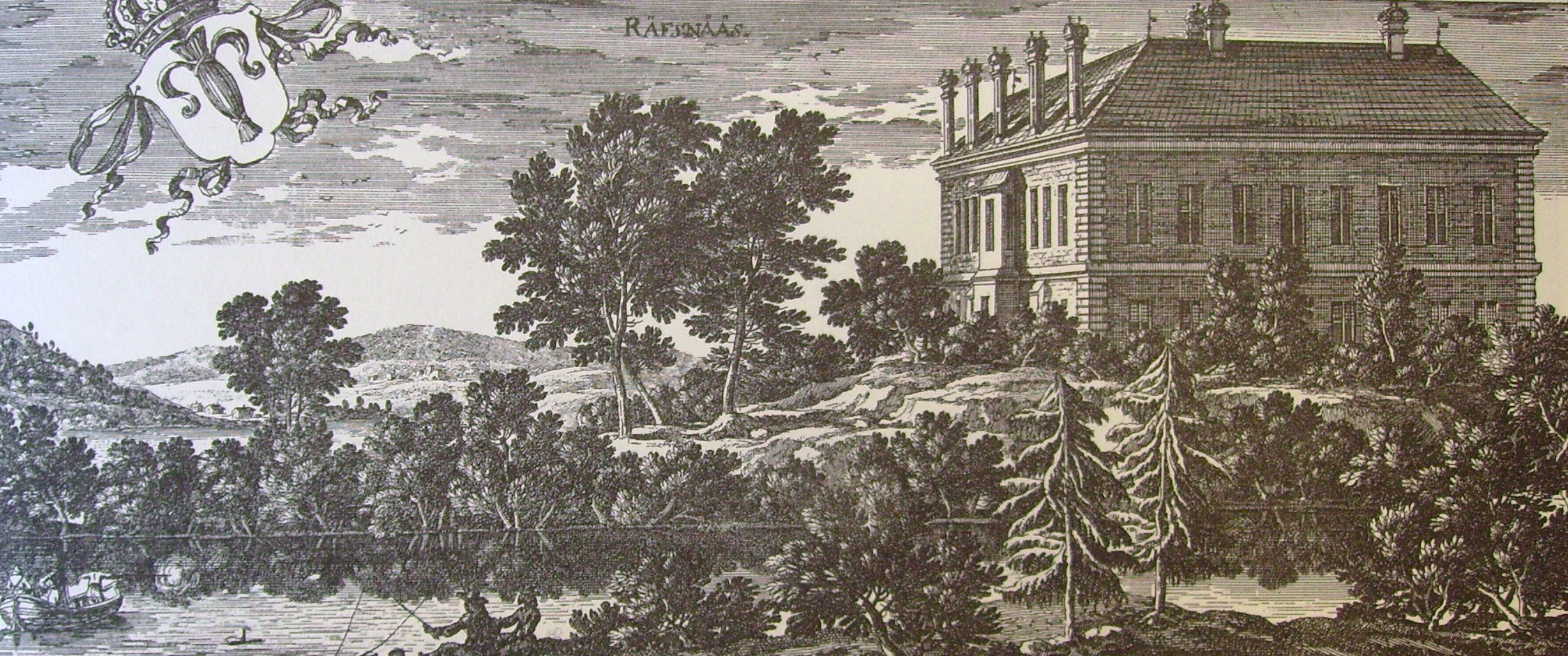
Rävsnäs kungsgård i Suecia antiqua et hodierna.

Toresunds socken ligger norr om Mariefred och öster om Strängnäs och söder om Stallarholmsfjärden i Mälaren. Socknen har odlad slättbygd vid Mälaren och är skogsbygd i övrigt.
Toresunds socken hade år 1933 2 406 hektar åker och 3 768 hektar skogsmark.

## Fornlämningar
Bronsåldern märks genom spridda rösegravar samt skärvstenshögar. Från samma tid är skålgroparna i området. De flesta fornlämningarna går emellertid tillbaka till järnåldern och består av lämningar på 54 gravfält. Vid Kumla samt Torlunda ligger två gravfält som har använts en längre period. Det finns tio fornborgar samt fyra runstenar.

## Namnet
Namnet (1110-talets senare del Thorsne) innehåller torr, 'torr mark eller upptorkande våtmark'.